# Савинская (Иркутская область)
Савинская — деревня в Черемховском районе Иркутской области России. Входит в состав Парфеновского муниципального образования. Находится примерно в 24 км к юго-западу от районного центра.

## Население
| 2002 | 2010 | 2011 | 2012 |
| ---- | ---- | ---- | ---- |
| 144  | ↘124 | ↘123 | →123 |